# Ürög község
Ürög község (szerbül Општина Ириг / Opština Irig) közigazgatási egység (járás) Szerbiában, a Vajdaságban, a Szerémségi körzetben. Földrajzilag Szerémségben, a Tarcal-hegység déli oldalán fekszik. A község területe 230 km², központja Ürög városa, emellett 11 falu tartozik még hozzá.

## Települései
| \| Újvidék városi község Karlóca község Belcsény község Szávaszent- demeter község India község Ruma község ÜRÖG Nagyremete Görgeteg Krušedol Prnjavor Rednek Szerémnyárád Kisremete Krušedol Selo Jazak Réva Satrinca Dobradó \| \| térkép szerkesztése \| |                    |                   |                     |
| Magyar név | Szerb név (cirill) | Szerb név (latin) | Népesség (fő, 2011) |
| Dobradó | Добродол           | Dobrodol          | 107                 |
| Görgeteg | Гргетег            | Grgeteg           | 76                  |
| Jazak | Јазак              | Jazak             | 961                 |
| Kisremete | Мала Ремета        | Mala Remeta       | 130                 |
| Krušedol Prnjavor | Крушедол Прњавор   | Krušedol Prnjavor | 241                 |
| Krušedol Selo | Крушедол Село      | Krušedol Selo     | 329                 |
| Nagyremete | Велика Ремета      | Velika Remeta     | 44                  |
| Rednek | Врдник             | Vrdnik            | 2977                |
| Réva | Ривица             | Rivica            | 617                 |
| Satrinca | Шатринци           | Šatrinci          | 366                 |
| Szerémnyárád | Нерадин            | Neradin           | 476                 |
| Ürög | Ириг               | Irig              | 4393                |
| Újvidék városi község Karlóca község Belcsény község Szávaszent- demeter község India község Ruma község ÜRÖG Nagyremete Görgeteg Krušedol Prnjavor Rednek Szerémnyárád Kisremete Krušedol Selo Jazak Réva Satrinca Dobradó                                 |                    |                   |                     |
| térkép szerkesztése |                    |                   |                     |

## Népesség
Lakóinak száma 2002-ben 12 329, 2011-ben 10 717 fő volt.
A 2011-es népszámláláskor az etnikai összetétel a következő volt (10 866 főre):
- szerb: 8534 fő (78,54%)
- magyar: 762 fő (7,01%)
- horvát: 232 fő (2,14%)
- cigány: 166 fő (1,53%)
- szlovén: 78 fő (0,72%)
- jugoszláv: 75 fő (0,69%)
- montenegrói: 21 fő (0,19%)
- muzulmán: 20 fő (0,18%)
- macedón: 18 fő (0,17%)
- szlovák: 16 fő (0,15%)
- német: 15 fő (0,14%)
- ukrán: 9 fő (0,08%)
- albán: 8 fő (0,07%)
- román: 8 fő (0,07%)
- bolgár: 7 fő (0,06%)
- ruszin: 7 fő (0,06%)
- gorán: 4 fő (0,04%)
- orosz: 4 fő (0,04%)
- bunyevác: 1 fő (0,01%)
- egyéb: 20 fő (0,18%)
- nem nyilatkozott: 490 fő (4,51%)
- régiós kötődésű: 111 fő (1,02%)
- ismeretlen: 260 fő (2,39%)

Dobradó és Satrinca magyar abszolút többségű falu, a többi településen a szerbek vannak abszolút többségben. Ürögön 7,42%-os, Redneken 2,32%-os a magyarok aránya.